# Быков, Василий Петрович
Василий Петрович Быков (декабрь 1868—1938?) — крестьянин, пчеловод, эсер, член Всероссийского учредительного собрания.

## Биография
Крестьянин, родился в селе Мышкино Можайского уезда Московской губернии. Занимался земледелием и пчеловодством. Имел начальное образование.
Член партии эсеров. Состоял под полицейским надзором с 1906 года.
В конце 1917 года был избран во Всероссийское учредительное собрание в Московском губернском избирательном округе по списку № 3 (эсеры). Участвовал в заседании Учредительного собрания 5 января 1918 года. Руководитель хозяйственной комиссии фракции партии социалистов-революционеров в Учредительном Собрании. Был избран членом бюро фракции партии эсеров в Учредительном Собрании.
По неподтверждённым данным в апреле 1938 предан суду Военной коллегии Верховного суда СССР. Расстрелян.

## Семья
- Жена — ?
  - Дети — ?